# Causeway

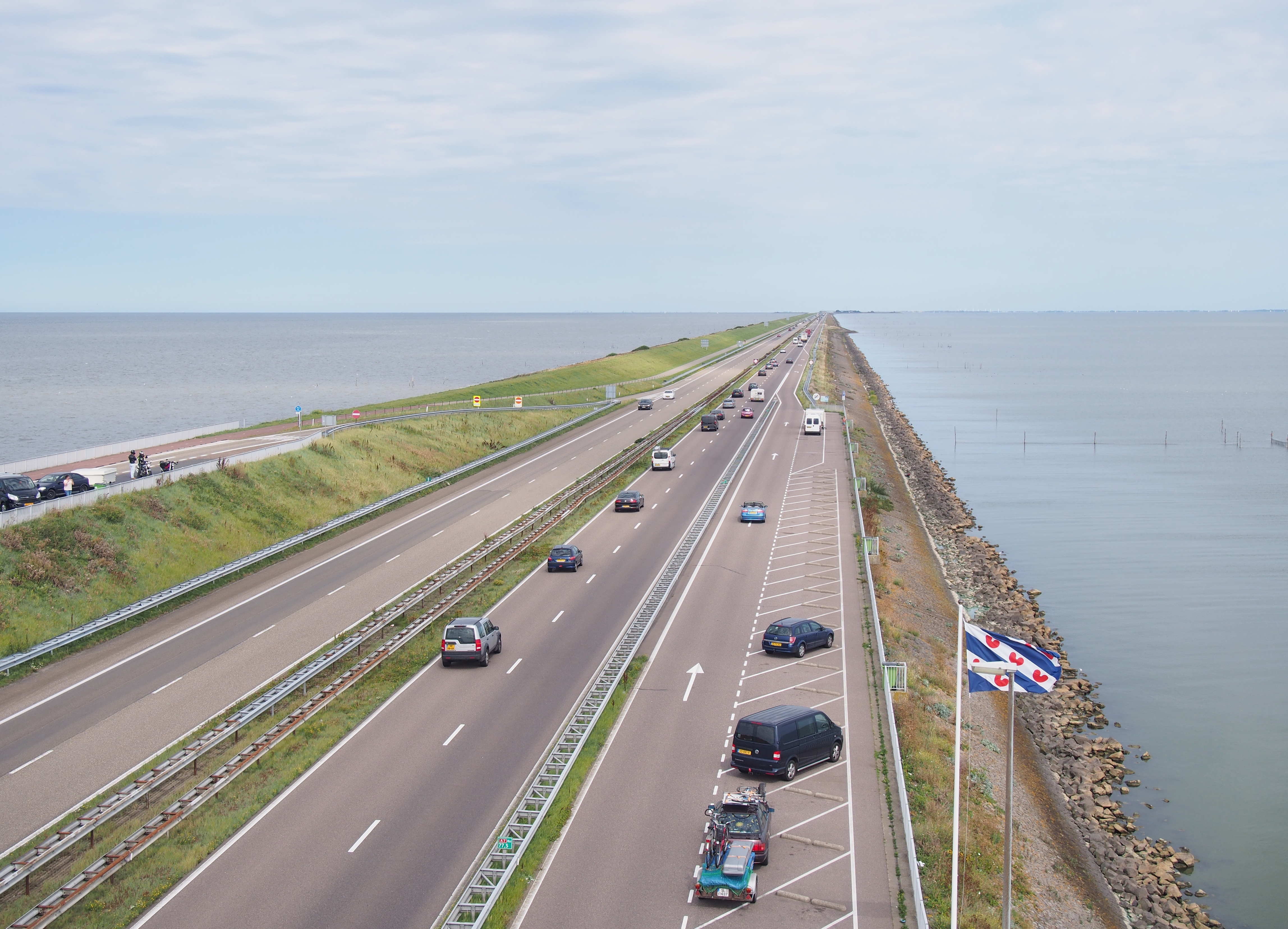
Afsluitdijk, nos Países Baixos.

Causeway é uma ponte ou ferrovia construída em locais de barras, geralmente lagos e mares. As causeways modernas são construídas sobre aterros feitos de concreto e aço reforçado sobre a água. Algumas destas pontes também podem cumprir a função de dique, separando uma corrente de água de cada lado da construção. 

## Etimologia
A palavra causeway, uma palavra de origem inglesa, foi usada primeiramente como causey way, uma derivação da palavra causey (passeio em língua portuguesa). Está relacionada com a característica principal deste estilo de pontes: elas são erguidas sobre quebra-mares e até mesmo sobre a areia, dando a ideia de uma rua ou estrada. 

## Atualmente
Algumas causeways famosas são:
- Causeway do lago Pontchartrain, a segunda ponte mais extensa do mundo com mais de 38 km de comprimento;
- Causeway do Rei Fahd, com 26 km de extensão;
- Ponte do Øresund, no trecho final;
- Canso Causeway, localizada no Canadá;
- Obras do Projeto Delta, nos Países Baixos;
- Ponte Hélio Serejo, localizada entre as cidades brasileiras de Presidente Epitácio (SP) e Bataguassu (MS). É a causeway mais extensa do Brasil;
- Ponte Fernando Henrique Cardoso, localizada entre as cidades brasileiras de Palmas (TO) e Paraíso do Tocantins (TO);
- Calzada de Amador, na Cidade do Panamá, que serve também como quebra-mar protegendo a entrada sul do Canal do Panamá.

As causeways afetam diretamente o meio-ambiente, pondendo resultar na erosão dos diques onde estão suportadas, como no caso da Hindenburgdamm, no norte da Alemanha. As causeways também estão relacionadas com o tráfego pesado nas grandes cidades, como Miami, e estudiosos desconfiam da segurança destas estruturas nas regiões tropicais com altos índices de tempestade.